# Дет де Бес
Дет де Бес (нід. Det de Beus, 18 лютого 1958 — 21 липня 2013) — нідерландська хокеїстка на траві.
Олімпійська чемпіонка 1984 року, бронзова призерка 1988 року.
Чемпіонка Європи 1987 року.
Переможниця Трофею чемпіонів 1987 року.